# TOHU
Pour les articles homonymes, voir Tohu.
La TOHU est un lieu de diffusion des arts du cirque à Montréal, au Québec (Canada). Le lieu est géré par un organisme à but non lucratif fondé par En Piste, l'École nationale de cirque et le Cirque du Soleil.
Située dans le quartier Saint-Michel sur le site du Complexe environnemental Saint-Michel, lieu d'une ancienne carrière de calcaire et d'enfouissement des déchets requalifié en parc urbain, la TOHU est un espace d'union entre la culture, l'environnement et l'engagement communautaire.

## Histoire
En 1997, le Cirque du Soleil inaugure un bâtiment avec l'intention de faire de Montréal une plaque tournante du cirque sur la scène internationale. Deux ans plus tard, à la lumière des conclusions de ses états généraux, En piste propose un projet de formation et de diffusion des arts du cirque. En 1999, En piste et le Cirque du soleil s'allient pour créer la Cité des arts du cirque, l'organisme voué à la réalisation de ce projet. À l'été 2004, la Cité des arts du cirque est rebaptisée TOHU pour évoquer «le bouillonnement des idées et des gestes, le désordre précurseur du renouveau ou encore le tumulte de la grande ville».

## Salle de spectacles

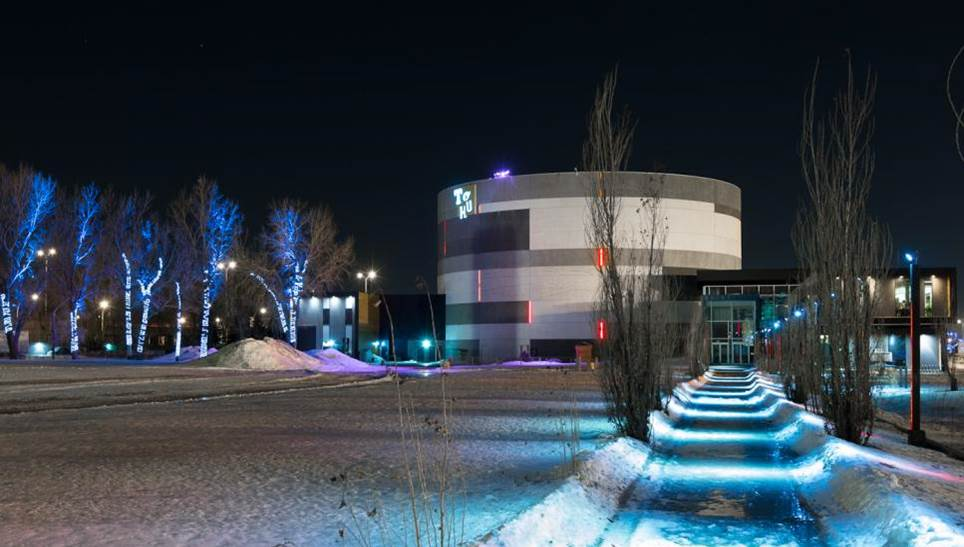
Le bâtiment circulaire de la TOHU.

La salle de spectacles est d'une dimension de 478 m2. Ses gradins peuvent accueillir 839 personnes.

## Événements

### Montréal Complètement Cirque
Montréal complètement cirque est un festival proposant chaque année, en juillet, une programmation cirque éclatée à travers la ville pendant 11 jours, avec des performances dans les rues.

### Falla
La Falla de la TOHU est un évènement de trois jours autour des arts du cirque, de la musique et de la danse. Au cours de la Falla, un projet collectif sous de forme de structure en bois et papier mâché, accompli par des artistes et des jeunes en réinsertion professionnelle surnommés les falleros est dévoilé au public, puis embrasé. Le nom Falla de la TOHU fait référence au festival de Valence, en Espagne.  

### Heures du conte
La TOHU propose régulièrement des contes pour enfants écrits et interprétés par la conteuse Delphine Arnaud, suivis d'ateliers créatifs. Les contes de la Falla ont donné lieu à une adaptation en podcasts pour enfants en 2021, réalisés par La puce à l'oreille.

## Développement durable

### Architecture et conception
Le lieu de diffusion vise un équilibre des sphères culturelle, environnementale et communautaire. Sa conception est citée plusieurs fois comme modèle dans les médias généralistes et les publications spécialisées. Son bâtiment, certifié LEED OR Canada, est conçu selon des normes strictes d'efficacité énergétique et de faible empreinte environnementale. Le système de chauffage et de climatisation dépend de la géothermie et des biogaz dégagés par l'ancien site d'enfouissement. La ventilation tire parti de la forme en cheminée de la salle de spectacle, favorisant l'évacuation d'air de façon naturelle. Plusieurs éléments architecturaux ont été récupérés de constructions iconiques de Montréal : les auto-tamponneuses de La Ronde, les usines Angus, les chemins de fer du Canadien National. Le bâtiment comprend une toiture végétale permettant de réduire l'effet des îlots de chaleur urbains, un bassin d'infiltration des eaux de pluie, un potager et des ruches,,,,,.

### Engagement communautaire
Implantée à la frange du quartier défavorisé de Saint-Michel, l'institution de la TOHU est cité comme modèle d'implication communautaire,. Elle a adopté une politique d'embauche locale, qui vise l'intégration socioprofessionnelle des habitants du quartier défavorisé dans lequel s'implante l'institution,. Aussi, elle offre des billets de spectacles gratuits destinés prioritairement aux résidents du quartier.

## Collection privée
La TOHU est dépositaire du Fonds Jacob-William, une collection privée consacrée aux arts du cirque. Ce fonds a été constitué par Pascal Jacob et Christian William, deux collectionneurs français. Le lot, divisé entre Paris et Montréal, compte plus de 17 000 documents anciens, modernes et contemporains, tels que programmes de cirque, affiches, estampes, photographies, dessins, tableaux, jouets et bronzes. On[Qui ?] y retrouve également 2 500 livres du XVIe siècle à nos jours, conservés au centre de documentation de l'École nationale de cirque. Privilégiant la diversité, les collectionneurs cherchent à préserver au moins un exemplaire de chaque type de document témoignant de l'histoire du cirque à travers les âges. Le Fonds Jacob-William est mis en valeur par le biais de l’exposition permanente Quel cirque!, présentée dans les coursives de la TOHU. Avec plus de 80 œuvres couvrant les années 1760 à aujourd’hui, l’exposition qui regroupe une variété d’objets est abordée sous trois thématiques : les animaux, les clowns et les acrobates,.

## Prix et distinctions

### 2004
- Prix Orange 2004 – Insertion / construction nouvelle[19] - Sauvons Montréal - Prix Orange & Citron 2004
- Prix Brownie 2004 - Architecture verte et innovation technologique - Canadian Urban Institute
- Prix Brownie 2004 - Meilleur projet d'ensemble - Canadian Urban Institute
- Prix pour un emploi judicieux de poutres en acier réutilisées et une synergie environnementale entre élément scénographiques et charpente d’acier - Catégorie Bâtiment vert - Institut Canadien de la construction en acier
- Prix Contech - Pratiques innovatrices / développement durable, bâtiment industriel, commercial ou institutionnel
- Prix Contech – Développement durable, Édifice institutionnel

### 2005
- Certification LEED Or Canada - Leadership in Energy and Environmental Design (Canada)
- Prix Éco-Conception - Les Phénix de l’environnement
- Prix Métropole – Architecture - Institut de Design de Montréal
- Prix - Caisse de dépôt et de placement du Québec - Institut de Design de Montréal
- Prix Montréal – Architecture de paysage - Institut de Design de Montréal
- La TOHU représentante du Canada au GBC 2005 à Tokyo, Japon - Green Building Challenge 2005
- Prix d’Excellence – Innovation en architecture - Institut royal d’architecture du Canada
- Prix d’Excellence - Institut Canadien de la Construction en acier

### 2006
- Premier prix – Catégorie Public Assembly - American Society of Heating, Refrigerating and Air-Conditioning Engineers

### 2007
- Prix Métropole, décerné à Morelli Designers inc. pour les éléments de pavoisement et d’éclairage de l’accès à la TOHU
- Prix Idées pour la vie - Prix canadiens de l’environnement 2007
- Mention spéciale, volet régional - Catégorie Attractions touristiques – 100 000 visiteurs ou plus - Grands Prix du tourisme québécois
- Nomination pour le Prix québécois de la citoyenneté, ICCQ2007 / Prix Maurice-Pollack - Ministère de l’Immigration, de la Diversité et de l'Inclusion

### 2009
- Prix Citoyen de la culture - Les arts et la ville 2009
- Mention spéciale – Catégorie Tourisme durable - Grands Prix du tourisme québécois

### 2010
- Prix ESTim – Catégorie Arts et Culture - Chambre de commerce de l'Est de Montréal

### 2013
- Prix Orchidée – Catégorie Organisation - Chambre de commerce de l’Est de Montréal

### 2014
- Prix Sacre Bleu – Événement Falla - La Ligne Bleue
- Nomination pour le Grand Prix du Conseil des arts de Montréal - Conseil des arts de Montréal
- Prix interculturel de Montréal Abe-Limonchik pour la contribution exceptionnelle de la TOHU à l'amélioration des relations interculturelles et à la promotion de la diversité sur le territoire montréalais. - Ville de Montréal

### 2015
- Prix interculturel de Montréal Abe-Limonchik - Ville de Montréal

### 2016
- Confirmation pour le patronage de la FALLA par la CCUNESCO - CCUNESCO (Commission canadienne pour l’UNESCO)
- Prix de l’emploi le plus enrichissant, programme Valorisation jeunesse – Place à la relève - Intégration jeunesse du Québec
- Certification RECYC-QUÉBEC : ici on recycle ! au niveau 2 - Mise en œuvre

### 2018
- Certification Événement écoresponsable, niveau argent, du Conseil québécois des événements écoresponsables.